# Piotr Zieliński
Piotr Sebastian Zieliński (Ząbkowice Śląskie, 20 de maio de 1994) é um futebolista polonês que atua como meio-campista. Atualmente joga na Internazionale.

## Carreira
Piotr Zieliński fez parte do elenco da Seleção Polonesa de Futebol da Eurocopa de 2016.

## Titulos
Napoli
- Campeonato Italiano: 2022–23
- Copa da Itália: 2019–20